# Borghetto di Borbera
Borghetto di Borbera (Borghet Borbaja in piemontese, O Borgheto in ligure) è un comune italiano di 1 903 abitanti della provincia di Alessandria in Piemonte, situato sulla destra del torrente Borbera, nella bassa valle.

## Storia
Di incerta origine, nel 1204 è attestato nelle forme di Burchetus o Burghetus (piccolo borgo); è inizialmente identificato come il Borgo degli Aimerici (Burgum de Aymerixiis o Burgus Aymericorum), secondo la tradizione dal nome del fondatore Aimerico, visconte del vescovo di Tortona, che lo avrebbe fatto costruire nell'XI secolo con funzioni militari. In realtà la fondazione va collocata entro il XIII secolo ad opera della famiglia Aimerici, imparentata con i vescovi-conti di Tortona. È citato per la prima volta in un documento notarile del 1319. Fu controllato dal Ducato di Milano, poi passò nel 1748 sotto il controllo dei Savoia, di cui seguì le vicende. Nel 1797 entrò a far parte della Repubblica Ligure e dal 1805 dell'Impero Francese. Dal 1815 al 1859 era un comune della Provincia di Novi, parte della Divisione di Genova.

Il determinante Borbera indica il torrente, il cui nome deriva dall'antico Bor, "acqua corrente", "fiume".

### Simboli
Lo stemma e il gonfalone del comune di Borghetto di Borbera sono stati concessi con decreto del presidente della Repubblica del 17 maggio 1986.
Il gonfalone è un drappo partito di giallo e di verde.

## Monumenti e luoghi d'interesse

### Architetture religiose

#### Chiesa di Sant'Antonio
Nata come chiesa di Sant'Antonino, divenne poi chiesa di Sant'Antonio. Si trova appena fuori del paese, in direzione Vignole Borbera. Di origine medievale, fu ricostruita e ampliata nel '600; ha forma semplice, con facciata a capanna sormontata da un affresco raffigurante la Madonna e sant'Antonio da Padova che intercede per santa Rita. Sopra una delle due aperture è visibile un'epigrafe datata 1681. L'abside è rimasta quella medievale del XII secolo.

#### Chiesa di San Vittore

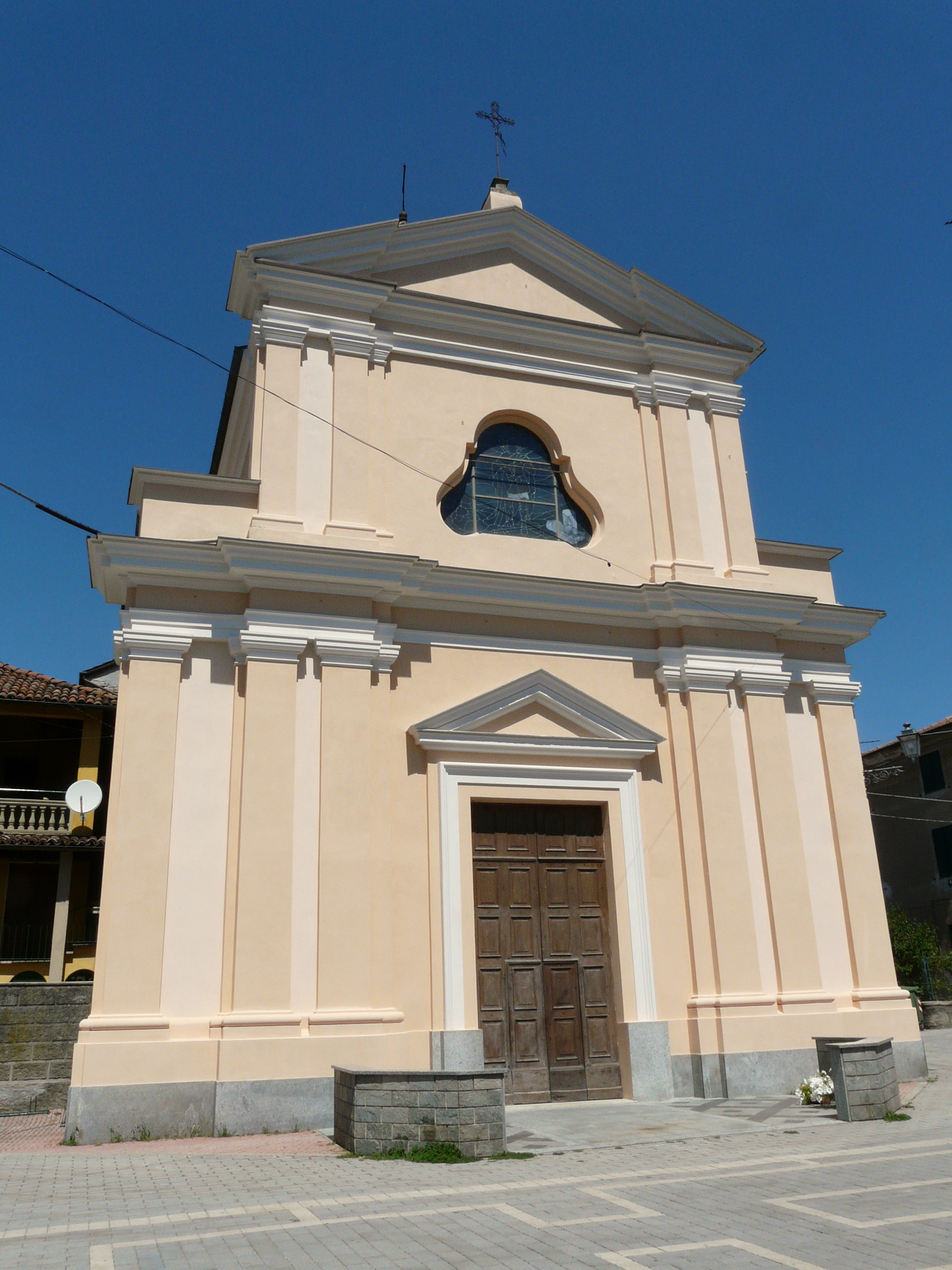
La chiesa di San Vittore

Fondata come oratorio di San Giovanni Battista, venne poi trasformata in chiesa di San Vittore, dopo che l'omonima (che si trovava presso l'attuale cimitero) fu demolita attorno al 1779. Dell'antico oratorio rimangono tracce della muratura esterna vicino all'abside. La chiesa attuale ha forme semplici; la facciata è divisa in lesene, sormontata da un semplice timpano e con un oculo polibato; è completata da uno snello campanile con alti cornicioni modanati che termina con una guglia "a cipolla" che ricorda le chiese liguri. L'interno è a una sola navata, molto ampia, decorata nel 1931 da Clemente Salsa; l'altare dedicato a San Giovanni Battista, di forme settecentesche, fu restaurato negli anni '30. Nella testata di sinistra, collocata in una nicchia si trova la statua lignea dedicata a San Vittore, patrono, mentre in quella di destra si trova il gruppo scultoreo della Madonna del Rosario, forse opera di Luigi Montecucco (1805-1877), allievo di Bartolomeo Carrea (1764-1839). La balaustra e l'altare maggiore sono in marmo intarsiato di scuola milanese della metà del XVIII secolo; della stessa epoca sono il leggio e l'inginocchiatoio.

#### Chiesa di San Martino a Sorli
Dell'origine medievale conserva solo il campanile e una piccola porzione della zona absidale. Il resto fu decorato dal '500 in avanti; la facciata è a capanna molto semplice, con le lesene che inquadrano un prospetto su cui si inserisce un portone in legno datato 1896 e firmato Giacomo Bagnasco. Da notare la Madonna con Bambino, opera lignea dello scultore torinese Vittorio Ferraro, del 1915.

#### Chiesa di San Lorenzo a Sorli
Costruita nel 1646, conserva il crocifisso processionale del 1867, il frammento dell'affresco del Battesimo di Gesù del 1661, il fonte battesimale del XVIII secolo e un Cristo crocifisso, a sinistra dell'altare maggiore, del XV secolo.

### Altri luoghi di interesse

#### Castello di Torre Ratti
Il castello di Torre Ratti, soggetto in passato a numerosi rimaneggiamenti, ha oggi assunto l'aspetto di una dimora residenziale fortificata con tratti architettonici tardo-rinascimentali e barocchi. I due corpi che formano il complesso sono strutturati con seminterrati, un tempo adibiti a cucina, piani nobili ad uso abitativo e piani sottotetto destinati ad uso militare.

#### Porta medioevale
Alla fine di Via Caminata si trova la porta medioevale, porta di accesso al castello che era situato sulla sponda destra del fiume Borbera, da tempo completamente distrutto dall'impeto delle acque del Borbera.

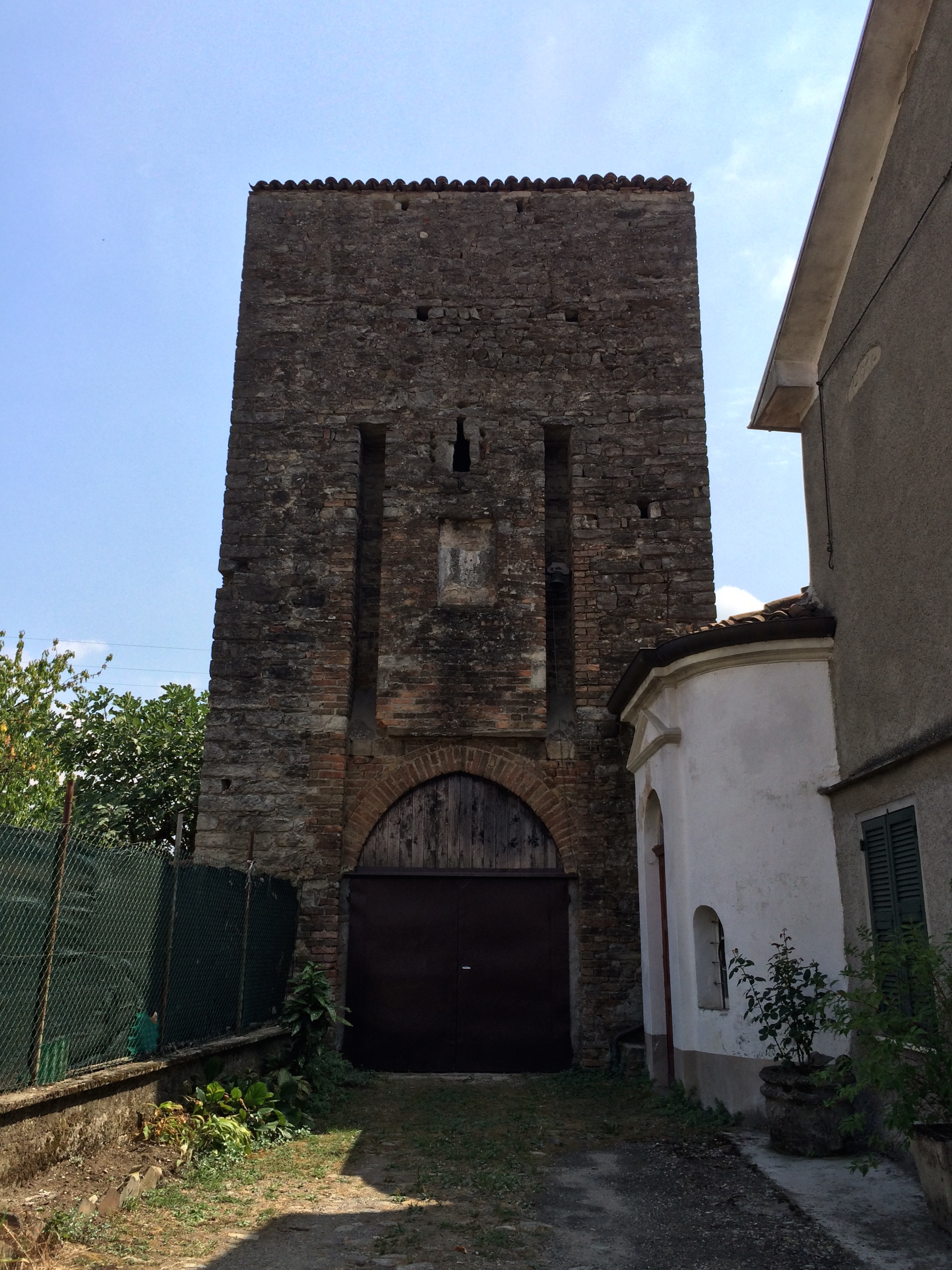
La porta medioevale

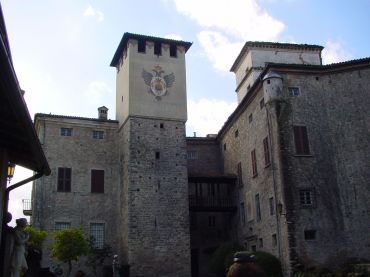
Il Castello di Torre Ratti

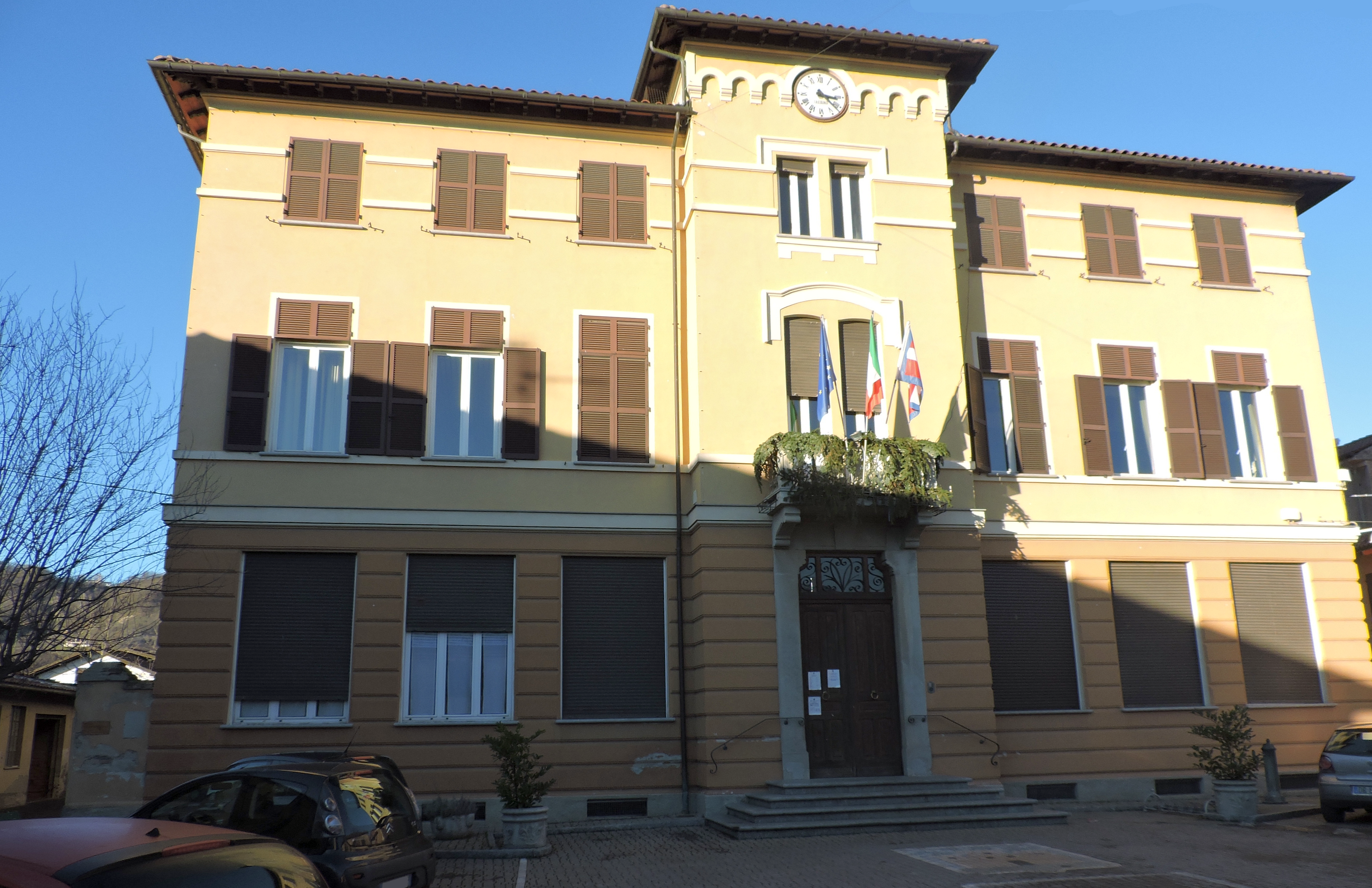
Il municipio

## Amministrazione
Di seguito è presentata una tabella relativa alle amministrazioni che si sono succedute in questo comune.
| Periodo        | Periodo        | Primo cittadino                 | Partito                                         | Carica  | Note  |
| -------------- | -------------- | ------------------------------- | ----------------------------------------------- | ------- | ----- |
| 23 giugno 1985 | 23 maggio 1990 | Giuseppe Bottaro                | Partito Socialista Italiano                     | Sindaco | [ 7 ] |
| 23 maggio 1990 | 24 aprile 1995 | Giovanni Rossi                  | Democrazia Cristiana                            | Sindaco | [ 7 ] |
| 24 aprile 1995 | 14 giugno 1999 | Giovanni Rossi                  | centro                                          | Sindaco | [ 7 ] |
| 14 giugno 1999 | 14 giugno 2004 | Carlo Alberto Balduzzi          | lista civica                                    | Sindaco | [ 7 ] |
| 14 giugno 2004 | 8 giugno 2009  | Carlo Alberto Balduzzi          | lista civica                                    | Sindaco | [ 7 ] |
| 8 giugno 2009  | 27 maggio 2014 | Enrico Bussalino                | lista civica                                    | Sindaco | [ 7 ] |
| 27 maggio 2014 | 27 maggio 2019 | Enrico Bussalino                | lista civica Insieme per il comune di Borghetto | Sindaco | [ 7 ] |
| 27 maggio 2019 | 9 giugno 2024  | Enrico Bussalino                | lista civica Insieme per il comune di Borghetto | Sindaco | [ 7 ] |
| 9 giugno 2024  | in carica      | Domenico Franco Angelo Saporito | lista civica Insieme per il comune di Borghetto | Sindaco | [ 7 ] |

### Gemellaggi
- Loreggia, dal 2001

## Società

### Evoluzione demografica
Abitanti censiti

### Etnie e minoranze straniere
Di seguito sono riportati i due gruppi di stranieri più consistenti (al 31/12/2007):
| Pos. | Cittadinanza    | Popolazione |
| ---- | --------------- | ----------- |
| 1    | Marocco         | 39          |
| 2    | Romania         | 32          |
|      | Resto del Mondo | 29          |
|      | TOTALE          | 100         |

## Cultura

### Feste paesane
Ogni anno nella frazione Persi si tiene la mostra di animali, trattori d'epoca, artigianato e degustazioni dei Fersêu (frittelle) nell'ambito della festa di San Giuseppe l'ultima domenica di marzo.

### Eventi
Nella frazione di Castel Ratti, in prossimità del torrente Borbera, ogni estate, si è svolto dal 2000 al 2013 il celebre Borberock Summer Festival. Si tratta di una manifestazione musicale dedicata a gruppi di musica rock underground italiana. Nel corso delle edizioni vi hanno partecipato artisti come: Andrea Braido, The Fire, Stiliti, Ministri, 2Novembre, Passover, Viola Riot, Sintomi di Gioia, Hi Fevers, The Banshee, Cut of Mica, Gerson, Boogamen, Nadàr Solo, Piotta, Bud Spencer Blues Explosion, Ex-Otago e tanti altri.

## Economia
Borghetto di Borbera è dal 1972 sede dello stabilimento di produzione del Gruppo Sutter.
La località Mulino ospita il parco acquatico Bolleblu.